# Jack Barty
Jack Barty (Wandsworth, 31 dicembre 1888 – Streatham, 25 novembre 1942) è stato un attore britannico.

## Filmografia parziale
- Ronda di mezzanotte (1932-1933)
- Annuncio matrimoniale (1934)
- Contropelo (1935)